# Пођарело-Рипа (Сијена)
Пођарело-Рипа је насеље у Италији у округу Сијена, региону Тоскана.
Према процени из 2011. у насељу је живело 288 становника. Насеље се налази на надморској висини од 361 м.